# DKM3
Der DKM3 und sein astronomisches Äquivalent DKM3-A sind Universalinstrumente (spezielle Theodolite) des schweizerischen Herstellers Kern & Co AG.
Die Abkürzung DKM steht für DoppelKreis und Mikrometer – und die 3 für die Genauigkeitsstufe.
Hier ein Überblick über die verschiedenen Modelle und ihre Genauigkeit (360°/400gon):
- DK1 (direkte Kreisablesung 10′/10c; Schätzung auf 1′/1c) ist ein kleiner Bautheodolit
- DKM1 (10″/10cc; 1″/5cc) ist kleiner Triangulationstheodolit
- DK2 (1′/5cc; 6″/0,5cc) ist ein Universal-Instrument
- DKM2 (1″/2cc; 0,2″/1cc) ist ein Sekundentheodolit
- DKM2-A (1″/2cc; 0,2″/1cc) ist ein Sekundentheodolit mit automatischem Höhenindex
- DKM3 (0,5″/0.5cc; 0,1″/0.1cc) ist ein Präzisions-Universaltheodolit für die Triangulation 1. und 2. Ordnung
- DKM3-A (0,5″/0,5cc; 0,1″/0,1cc) ist ein Astronomisches Universalinstrument für die Astrogeodäsie

Die Baureihe gab es in zwei Versionen als DK (ohne Mikrometer mit direkter Ablesung) und als DKM (mit Mikrometer).
Entwickelt wurde sie von Heinrich Wild, der 1935 als Mitbegründer und Namensgeber die Firma  Wild Heerbrugg verliess und von da als freier Mitarbeiter hauptsächlich für Kern & Co AG tätig war. Zum ersten Mal der Öffentlichkeit vorgestellt wurde sie im Jahr 1938 anlässlich des Internationalen Geometerkongresses in Rom.
Neben dem Doppelkreis-Prinzip haben die Instrumente (DKM3 / DKM3-A) – die seit der Fusion von Kern mit Wild allerdings nicht mehr gebaut werden – weitere Neuerungen aufzuweisen:
- ein Spiegellinsenfernrohr – was eine sehr kompakte Bauweise ermöglicht (die gleichzeitig verschiedene Temperatureffekte minimiert)
- eine Stehachse, die nicht als zylindrischer Steckzapfen, sondern als breites Kugellager in der Alhidade ausgeführt ist – was ihre Stabilität erhöht und die Taumelfehler (Achsfehler zweiter Ordnung) verringert und zu 90 % reproduzierbar (d. h. eliminierbar) macht
- eine Grob-Horizontierung mittels Kugelkopf – was die Aufstellung beschleunigt
- und vor allem eine drastische Gewichtsreduktion gegenüber dem Konkurrenzprodukt Wild T4 auf etwa ein Drittel.

Standardmäßig ist das gebrochene Fernrohr (womit Messungen direkt im Zenit ohne Umlenkprismen möglich sind), die Beleuchtung und ein feinlaufendes Registriermikrometer zur präzisen Bestimmung der Astronomischen Länge bzw. der Sternzeit und für Azimut-Messungen mittels Sterndurchgängen im Vertikal des Ziels. Ein passendes Zeitsystem mit Druckchronograf wurde von anderen Anbietern beigestellt.
Das Einsatzspektrum reicht von Triangulationen im Netz erster Ordnung und astronomische Ortsbestimmungen hoher Präzision bis zu Trigonometrische Höhenmessung und genauesten Kontrollmessungen (z. B. von Staumauern). Auch im Labor und für Kollimationen als Mire auf Sternwarten wird er teilweise eingesetzt.
Die Maße der Theodolite betragen etwa 25×22×14 cm (H×B×T), die Masse 12,2 kg (DKM3-A 14,2 kg), die Messgenauigkeit etwa 0,1″.
Mit seinen bahnbrechenden optisch-mechanischen Neuerungen wurde der DKM3-A zum genauesten Instrument seiner Klasse und war auch voll hochgebirgstauglich, sodass er in zahlreichen Landesvermessungen eingesetzt werden konnte. Einige Dutzend Instrumente wurden auch exportiert.